# Курбангалиевы
Курбангалиевы (Курмангалиевы; баш. Ҡорбанғәлиевтар) — род религиозных и общественных деятелей.

## Общая характеристика
Курбангалиевы происходили из аргаяшских башкир. Занимались предпринимательством, торговлей, земледелием и религиозными делами. Предок рода Хамит Бурсыкаев (1737—?) происходил из башкирского племени катай. По другой версии - из племени айле. Являлся первым указным муллой деревни Исмагилово Челябинского уезда Оренбургской губернии. По имени сына Хамита Курмангали (1780—?) род стал называться Курмангалиевы/Курбангалиевы. У Курмангали были известны сыновья — Габдулхаким, Синигатулла, Габдулхалим, Гусаметдин, Мухамет-Шарафетдин.
Наиболее известные представители Курбангалеевых:
- Габдулхаким Курбангалиев[1] (1809—1872) — мулла, ишан. Родился в 1809 году в деревне Исмагилова Челябинского уезда в семье указного муллы Курмангали Хамитова. В 1860 году на свои средства основал мектебе при соборной мечети деревни Медиак Челябинского уезда. Пользовался большим влиянием в северо-восточных уездах Оренбургской губернии. В 1870 году Габдулхаким Курбангалиев осудил вводимые бывшим его учеником З. Расулевым в мусульманскую обрядовую практику громкий зикр и другие элементы мистицизма[2], и вместе с другими консервативными муллами написал клеветнический донос на него, добившись его ссылки.
- Мухамет-Шарафетдин Курбангалиев (?—?) — мулла, ишан. Родился в деревне Исмагилова Челябинского уезда в семье указного муллы Курмангали Хамитова. 31 мая 1895 года был утверждён указным муллой мечети деревни Яраткулова Челябинского уезда Оренбургской губернии.
- Габидулла Курбангалиев (1859—1920) — религиозный, политический и общественный деятель. Известен как авторитетный религиозный лидер, имевший множество последователей (мюридов). С 1883 года являлся имам-хатыбом мечети деревни Медиак, а 1885 году при ней открыл медресе. Вместе с сыном Мухаммедом-Габдулхаем принял участие в формировании Башкирского войска. Не принял перехода Башкирского правительства на сторону большевиков. Организовал конный «полк Мухаммеда», воевавший на стороне Колчака в Сибири. Под Петропавловском оказался в плену, затем вместе с 16-летним сыном Габдул-Авалем
- был расстрелян во дворе тюрьмы города Стерлитамака.
- Мухаммед-Габдулхай Курбангалиев (1889—1972) — просветитель, выдающийся религиозный, политический и общественный деятель первой половины XX века.
- Мухаммед-Харун Курбангалиев (?—1920) — капитан в Белой армии. Командовал батальоном в 3-м башкирском полку, принимал участие в оборонительных боях за Омск, ст. Мысовую, Петровский завод и другие. Погиб 8 апреля 1920 года[3].